# Club Med
Club Med, antigament Club Méditerranée des de la seva creació com a associació, és una empresa francesa, creada el 1950 pel belga Gérard Blitz. Es dedica a la comercialització d'estades als seus resorts o villages de vacances d'arreu del món. Des de 2015, Club Med pertany al conglomerat xinès Fosun International.
Als seus inicis comercialitzava a França estades vacacionals a resorts d'arreu del món. L'èxit de l'empresa a França durant els anys 1960 va fer que es convertís en un símbol d'aquells anys, moment en què França vivia un creixement econòmic important, batejat com Trente Glorieuses, que contribuí a l'establiment de l'estat del benestar, amb les primeres vacances pagades. L'empresa simbolitza per als francesos la represa després de la dramàtica Segona Guerra Mundial, l'entrada a una nova etapa de convulsions per al país: cultura de masses, establiment de la Cinquena República Francesa, establiment de l'estat del benestar, etc..
El primer resort de l'empresa es va construir a Espanya (a Alcúdia, Mallorca), al qual en seguiren altres a Itàlia, Grècia i Suïssa. El reclam principal de l'empresa era una estada de vacances on es podia gaudir de la natura i practicar esports amb "preus tot inclòs".